# Pierwszy rząd Ediego Ramy
Pierwszy rząd Ediego Ramy – rząd Albanii od 11 września 2013 do 13 września 2017.

## Skład rządu
| #  | Funkcja                                                                | Portret | Imię i nazwisko            | Kadencja          | Kadencja         | Partia polityczna | Partia polityczna              |
| #  | Funkcja                                                                | Portret | Imię i nazwisko            | Od                | Do               | Partia polityczna | Partia polityczna              |
| -- | ---------------------------------------------------------------------- | ------- | -------------------------- | ----------------- | ---------------- | ----------------- | ------------------------------ |
| 1  | Premier                                                                |         | Edi Rama (1964–)           | 11 września 2013  | 13 września 2017 |                   | Socjalistyczna Partia Albanii  |
| 2  | Wicepremier                                                            |         | Niko Peleshi (1970–)       | 11 września 2013  | 22 maja 2017     |                   | Socjalistyczna Partia Albanii  |
| 2  | Wicepremier                                                            |         | Ledina Mandia (1974–)      | 22 maja 2017      | 13 września 2017 |                   | bezpartyjna                    |
| 3  | Minister obrony                                                        |         | Mimi Kodheli (1964–)       | 11 września 2013  | 13 września 2017 |                   | Socjalistyczna Partia Albanii  |
| 4  | Minister spraw wewnętrznych                                            |         | Saimir Tahiri (1979–)      | 11 września 2013  | 24 marca 2017    |                   | Socjalistyczna Partia Albanii  |
| 4  | Minister spraw wewnętrznych                                            |         | Fatmir Xhafay (1959–)      | 24 marca 2017     | 22 maja 2017     |                   | Socjalistyczna Partia Albanii  |
| 4  | Minister spraw wewnętrznych                                            |         | Dritan Demiraj (1969–)     | 22 maja 2017      | 13 września 2017 |                   | bezpartyjny                    |
| 5  | Minister spraw zagranicznych                                           |         | Ditmir Bushati (1977–)     | 11 września 2013  | 13 września 2017 |                   | Socjalistyczna Partia Albanii  |
| 6  | Minister sprawiedliwości                                               |         | Nasip Naço (1961–)         | 11 września 2013  | 9 listopada 2015 |                   | Socjalistyczny Ruch Integracji |
| 6  | Minister sprawiedliwości                                               |         | Ylli Manjani               | 10 listopada 2015 | 30 stycznia 2017 |                   | Socjalistyczny Ruch Integracji |
| 6  | Minister sprawiedliwości                                               |         | Petrit Wasilij (1958–)     | 30 stycznia 2017  | 22 maja 2017     |                   | Socjalistyczny Ruch Integracji |
| 6  | Minister sprawiedliwości                                               |         | Gazment Bardhi (1986–)     | 22 maja 2017      | 13 września 2017 |                   | bezpartyjny                    |
| 7  | Minister integracji europejskiej                                       |         | Klajda Gjosha (1983–)      | 11 września 2013  | 13 września 2017 |                   | Socjalistyczny Ruch Integracji |
| 8  | Minister rozwoju gospodarczego, turystyki, handlu i przedsiębiorczości |         | Arben Ahmetaj (1969–)      | 11 września 2013  | 16 lutego 2016   |                   | Socjalistyczna Partia Albanii  |
| 8  | Minister rozwoju gospodarczego, turystyki, handlu i przedsiębiorczości |         | Milva Ekonomi (1962–)      | 16 lutego 2016    | 13 września 2017 |                   | Socjalistyczna Partia Albanii  |
| 9  | Minister energetyki i przemysłu                                        |         | Damian Gjiknuri (1972-)    | 11 września 2013  | 13 września 2017 |                   | Socjalistyczna Partia Albanii  |
| 10 | Minister transportu i infrastruktury                                   |         | Edmond Haxhinasto (1966–)  | 11 września 2013  | 9 września 2016  |                   | Socjalistyczny Ruch Integracji |
| 10 | Minister transportu i infrastruktury                                   |         | Sokol Dervishaj (1968–)    | 9 września 2016   | 13 września 2017 |                   | Socjalistyczny Ruch Integracji |
| 11 | Minister rozwoju miast                                                 |         | Eglantina Gjermeni (1968–) | 11 września 2013  | 13 września 2017 |                   | Socjalistyczna Partia Albanii  |
| 12 | Minister rolnictwa                                                     |         | Edmond Panariti (1967–)    | 11 września 2013  | 13 września 2017 |                   | Socjalistyczny Ruch Integracji |
| 13 | Minister zdrowia                                                       |         | Ilir Beqaj (1968–)         | 11 września 2013  | 12 marca 2017    |                   | Socjalistyczna Partia Albanii  |
| 13 | Minister zdrowia                                                       |         | Ogerta Manastirliu (1978–) | 12 marca 2017     | 22 maja 2017     |                   | Socjalistyczna Partia Albanii  |
| 13 | Minister zdrowia                                                       |         | Arben Beqiri (1974–)       | 22 maja 2017      | 13 września 2017 |                   | bezpartyjny                    |
| 14 | Minister edukacji i sportu                                             |         | Lindita Nikolla (1965–)    | 11 września 2013  | 22 maja 2017     |                   | Socjalistyczna Partia Albanii  |
| 14 | Minister edukacji i sportu                                             |         | Mirela Karabina (1966–)    | 22 maja 2017      | 13 września 2017 |                   | bezpartyjna                    |
| 15 | Minister opieki społecznej i młodzieży                                 |         | Erion Veliaj (1979–)       | 11 września 2013  | 21 maja 2015     |                   | Socjalistyczna Partia Albanii  |
| 15 | Minister opieki społecznej i młodzieży                                 |         | Blendi Klosi (1971–)       | 21 maja 2015      | 12 marca 2017    |                   | Socjalistyczna Partia Albanii  |
| 15 | Minister opieki społecznej i młodzieży                                 |         | Olta Xhaçka (1979–)        | 12 marca 2017     | 22 maja 2017     |                   | Socjalistyczna Partia Albanii  |
| 15 | Minister opieki społecznej i młodzieży                                 |         | Xhulieta Kërtusha (1979–)  | 22 maja 2017      | 13 września 2017 |                   | bezpartyjny                    |
| 16 | Minister kultury                                                       |         | Mirela Kumbaro (1966–)     | 11 września 2013  | 13 września 2017 |                   | Socjalistyczna Partia Albanii  |
| 17 | Minister środowiska                                                    |         | Lefter Koka (1964–)        | 11 września 2013  | 13 września 2017 |                   | Socjalistyczny Ruch Integracji |
| 18 | Wiceminister administracji publicznej i innowacji                      |         | Milena Harito (1966–)      | 11 września 2013  | 13 września 2017 |                   | Socjalistyczna Partia Albanii  |
| 19 | Minister stanu ds. Stosunków z Parlamentem                             |         | Ilirjan Celibashi (1969–)  | 11 września 2013  | 1 sierpnia 2014  |                   | Socjalistyczna Partia Albanii  |
| 19 | Minister stanu ds. Stosunków z Parlamentem                             |         | Ermonela Felaj (1976–)     | 1 sierpnia 2014   | 13 września 2017 |                   | Socjalistyczna Partia Albanii  |
| 20 | Minister stanu do spraw lokalnych                                      |         | Bledi Çuçi (1970–)         | 11 września 2013  | 12 marca 2017    |                   | Socjalistyczna Partia Albanii  |
| 20 | Minister stanu do spraw lokalnych                                      |         | Eduard Shalsi (1968–)      | 12 marca 2017     | 13 września 2017 |                   | Socjalistyczna Partia Albanii  |
| 21 | Minister finansów                                                      |         | Shkëlqim Cani (1956–)      | 11 września 2013  | 16 lutego 2016   |                   | Socjalistyczna Partia Albanii  |
| 21 | Minister finansów                                                      |         | Arben Ahmetaj (1969–)      | 16 lutego 2016    | 22 maja 2017     |                   | Socjalistyczna Partia Albanii  |
| 21 | Minister finansów                                                      |         | Helga Vukaj (1978–)        | 22 maja 2017      | 13 września 2017 |                   | bezpartyjna                    |